# M.D. Geist
M.D. Geist (装鬼兵MDガイスト, Sokihei M.D. Geist)  é uma série de anime e quadrinhos sobre um mundo pós-apocalíptico. Geist (o personagem principal) é o MD-02, um Soldado Altamente perigoso, que foi geneticamente modificado, para funcionar como uma máquina de matar, porém, por algum motivo,  todas as unidades do MDS ficaram homicidamente insanas. Como resultado, Geist foi colocado em estado de animação suspensa dentro de uma cápsula de stasis, assim, estando em órbita no planeta Jerra até que ele caiu vários anos depois, despertando-o e trazendo-o para outra guerra no planeta.

## Sinopse

### M.D. Geist I: Most Dangerous Soldier
O Exército Regular do planeta Jerra foi interceptado, em uma sangrenta guerra civil com o rebelde Exército Nexrum, que acredita que a Terra não deveria estar envolvida no governo de suas colônias extraterrestres. Em resposta, o Exército Jerran desenvolveu os Soldados Mais Perigosos, que acabaram funcionando muito bem; as unidades do MDS atacaram todos, inclusive seus aliados. Um desses soldados, o MD-02 "Geist", foi colocado em estado de animação suspensa, a bordo de um satélite de stasis e lançado na órbita de Jerra.
Após vários anos, Geist desperta após o satélite stasis cair em Jerra. Em uma cidade desolada, Geist descobre um grupo de bandidos, cujo líder mata um soldado perdido usando um traje motorizado. Geist confronta o líder dos bandidos sobre a aquisição do traje do soldado morto. Em uma luta até a morte por causa do naipe, Geist corta os braços do líder antes de empalar sua faca de combate através de seu crânio. Vaiya, uma bandida feminina, é atraída pela força de Geist, mas além de seu conhecimento das atividades de ambos os exércitos, Geist não mostra nenhum desejo por ela. Os bandidos identificam uma fortaleza móvel de Jerran sendo atacada pelas forças Nexrum e a consideram uma oportunidade para salvar a fortaleza por um preço. Geist e os bandidos formam uma aliança desconfortável com as forças de Jerran lideradas pelo coronel Krutes (ex-superior de Geist) antes de participar de uma missão para impedir que a arma do juízo final de Jerran, "Death Force", fosse ativada. A contagem regressiva da Força da Morte começou logo depois que o presidente de um país de Jerran foi assassinado. Sua finalidade é aniquilar todas as formas de vida em Jerra sem discriminação.
Como um cavaleiro negro, Geist equipa-se com sua armadura adquirida (que eventualmente torna-se sua marca registrada), e vai para o Palácio do cérebro com comandos de Krutes e sua equipe de bandidos no reboque. Todos com exceção de Geist e Krutes são mortos durante a invasão. Ao chegar Palace Cérebro, Geist enfrenta um robô de combate avançado ativado por Krutes, percebendo que o coronel armou pra ele. Enquanto Geist batalhas com orobô, Krutes chega no centro de controle para desativar a Death Force. Ele consegue, mas descobre que o robô que ele ativou não foi capaz de matar Geist. Krutes ri muito antes de Geist esmaga seu crânio com as mãos. Quando Vaiya chega ao centro de controle, ela vê Geist partir com a Death Force, desencadeando um exército de máquinas que consomem matéria viva para replicar, condenando toda a vida na Jerra à morte, a fim de ter um inimigo que ele pode lutar.

### M.D. Geist II: Death Force
Menos de um ano depois de Geist ativada a Death Force, que dizimou a maioria da população da Jerra, ele manteve-se ocupado pelo desmantelamento das máquinas da Força Morte, um por um. A maior parte da população humana restantes fugiram para um refúgio remoto dirigido por um senhor da guerra chamado Krauser. Krauser é outra unidade MDS, MD-01, que tem uma tecnologia que esconde sua fortaleza móvel da Força Morte. Quando ele encontra Geist, uma luta inicial tem lugar, onde Krauser derrota Geist, jogando-o de uma ponte da fortaleza em um abismo que é usado para descarte de resíduos. Algum tempo depois, Krauser faz uma aliança com os remanescentes do Exército Nexrum em um plano para atrair as máquinas da Força Morte em uma cidade abandonada e detonar o letal "Jignitz bomba" para exterminá-los. Desconhecido para Krauser, o oficial Nexrum designado para ajudá-lo planos para detonar a bomba, enquanto ele ainda está na zona de explosão via controle remoto. Enquanto isso, Geist encontra algo de um aliado em Eagle, um cyborg que detesta Krauser para forçar servidão sobre ele. Águia fornece Geist com um terno potência e armas.
Depois Krauser e seus soldados tenham terminado de colocar e ativar o Jignitz Bomba, eles são confrontados por Geist, que apaga o pelotão e se envolve em uma batalha Krauser. Com o relógio em contagem regressiva para a detonação, os homens de Krauser tentar resgatá-lo em um VTOL (contra apelos do oficial Nexrum), apenas para ser derrubado por Geist. Geist aproveita o farol homing que foi usado para atrair a Força Morte para a cidade, e leva as máquinas em direção a fortaleza de Krauser, com Krauser em estreita perseguição. O Nexrum Policial, agora esmagada sob os destroços do VTOL, cai o detonador remoto como ele morre, fazendo com que a bomba explodir. A maior parte da Força Morte é consumido em grande explosão da bomba, mas um grande número de máquinas de cair sobre a fortaleza de Krauser enquanto Geist confronta-se Krauser. Geist derrota Krauser em combate corpo-a-corpo, enquanto as máquinas da Força Morte consumir a maior parte dos refugiados. No final, Krauser é mostrado para ser empalado como sua fortaleza sobe em chamas. Como os créditos finais rolam, é mostrado que um pequeno grupo de refugiados (liderado por Águia e Vaiya) sobreviveram, possivelmente sinalizando um futuro mais esperançoso para Jerra. A imagem final é a de capacete vazio do Geist no meio dos escombros da fortaleza de Krauser, com o próprio Geist longe de ser visto.

### M.D. Geist: Ground Zero
Este quadrinhos acontece antes dos eventos do primeiro OVA. Em um conselho de oficiais do exército regular, o tenente Leigh Wong tenta convencê-los a usar Geist em batalha; ele é um soldado geneticamente modificadas criado para especializar-se em estratégia e versatilidade, projetados para executar como um lutador solitário, ao invés de dentro de um grupo. Wong também menciona como Geist segue à risca os comandos possíveis. Ela é enviada para uma base junto com Geist, que foi instruído a trabalhar com o plantel já estacionado na base, para sua frustração. O pelotão, liderado pelo coronel Stanton, rejeitar Geist, vendo-o como sem vida, que por sua vez é afetado e atribui-se às reservas como ordenados por Stanton, para grande desagrado de Wong.
Mais tarde, Stanton cuecas seus homens sobre a missão que irá realizar, em que estão a investigar e, se necessário, destruir um coletivo Nexrum em um templo dentro de uma selva. Wong interrompe a entrevista para fazer menção de unidades cyborg do Nexrum, ao interesse dos homens que nunca ouviram falar deles antes; sua interrupção é na esperança de que Stanton farão uso de Geist, que é o único soldado com experiência contra cyborgs. De repente, um privado corre para contar os dois para vir de fora. O sargento. Robard, um soldado com quem Geist ficou em uma briga, fica se contorcendo no chão com os dois braços decepados, Wong bastante sinistramente vê-lo como prova da eficiência do Geist. 
Na manhã seguinte, Stanton e seus homens estão se preparando para começar sua missão, apenas para ser interrompido quando Wong e Geist mostrar de repente para cima. Mais uma vez, Stanton se recusa a aceitar Geist, especialmente depois do que aconteceu ontem, mantendo-o como uma reserva sem armadura. Na selva, Geist cuida esforço de seus encontros, acabou de chegar ao templo para descobrir um navio Nexrum armado com um grande canhão. Geist e os soldados ocupar rapidamente a base, levando o prisioneiro forças inimigas. Wong e Stanton investigar o navio, quando de repente os soldados são emboscados por ciborgues pilotam máquinas Nexrum. Geist é o único a sobreviver, depois de ter saltado para o navio, uma vez que começou a decolar. A bordo, Wong descobre um plano para a Nexrum para disparar canhões do navio em sua própria cidade, que é carregado com armas nucleares, e que tem sido ordenados por Terra. Com nenhuma forma de parar o navio, Stanton e Geist decolar para destruir os motores, mas antes de ir mais longe, Stanton torna claro que Geist é contar a ninguém sobre o envolvimento da Terra com este plano, mesmo que Geist sobrevive, ele não deve mencioná-lo. Os dois lutam com uma máquina que está guardando os motores, no final do mesmo Stanton é fatalmente ferido, e sua armadura coberto de óleo vazando da máquina inimigo. Com sua visão sobre Geist finalmente reavaliado, Stanton oferece uma ordem final, de vestir sua armadura e tirar canhão do navio. Geist faz sucesso assim, enredando brevemente com a mesma máquina depois que ele descobre suas conexões ainda estão ativos, e se prepara para seqüestrar a seção jato dele. Geist escapa apenas no tempo como uma unidade de defesa destrói os controles do circuito do reator no cockpit, destruindo parte de propulsores da nave, fazendo-a mergulhar no templo. Wong grita como ela vê Geist voar passado, incapaz de salvá-la. 
O templo sobe em uma enorme explosão, e uma patrulha do Exército regular descobre Geist à espera de ser apanhada. Antes de um júri, Geist não fala do que aconteceu na missão, recordando as ordens de Stanton. Para isso, o coronel Krutes chega à conclusão, com base em evidências, que Geist é, de alguma forma responsável pela morte de pessoal regulares do Exército e para o fracasso da missão. Krutes expressa seu desejo de executar Geist, mas por causa da entrada do presidente Ryan, ele é, ao invés de ser preso em estase.